# Surfin' USA
Surfin' USA es el segundo álbum de estudio de The Beach Boys, fue lanzado en 1963. Alcanzó el segundo puesto en Billboard Albums estando en las listas por 78 semanas en la lista de álbumes, y finalmente obtuvo la certificación de disco oro de la RIAA, y brindo al grupo un gran éxito nacional. Anteriormente se editó un sencillo de homónimo título con "shut Down" como lado B. En el Reino Unido, el álbum fue lanzado tardíamente a finales de 1965, alcanzando el número 17.
La mayoría de las grabaciones del álbum comenzaron en la primera semana de 1963, tres meses después del lanzamiento de Surfin' Safari. Al igual que el álbum debut del grupo, la producción se acreditó a Nick Venet, el "cazatalentos" de Capitol, aunque el líder de la banda Brian Wilson estuvo muy involucrado en la composición del álbum. Surfin' USA marca el comienzo de su práctica de double tracking, dando como resultado un sonido más envolvente.

## Historia
Cuando llegué al álbum, SURFIN' USA, tenía más experiencia en producción. El álbum SURFIN' SAFARI fue como una práctica para mí. ... Ese álbum mostró nuestras voces. Éramos solo niños, pero tomábamos en serio nuestro oficio. El punto es que cuando te dan la oportunidad, haces lo mejor que puedes. ... Creo que fui un buen entrenador para los chicos. No me gustaron las voces de segunda clase [de Surfin' Safari]. Era hacer lo mejor o nada, en mi opinión. Los chicos lo siguieron así. Teníamos un buen entendimiento entre nosotros y yo era su líder. Lo hicimos relativamente rápido en el estudio. ... En este álbum, habíamos entrado en un ritmo rápido: casi de naturaleza atlética. Fue por eso que "Surfin' USA" [el sencillo] fue un gran éxito en la radio. Era el gran momento para nosotros... En cuanto a la producción, este álbum fue una obra primeriza de Brian Wilson.

Fue importante para lanzar a The Beach Boys al estrellado, creando para la banda su sonido único y propio al estilo surf rock, el cual ellos buscaban. En el álbum Surfin' Safari, algunos han especulado que Nick Venet no había producido el álbum, sino Brian en su totalidad.
Este álbum tiene de interesante que cinco de doce canciones son instrumentales. Brian Wilson compuso primero muchas canciones instrumentales que él había escrito años anteriores. Además, "Surf Jam" es la primera canción compuesta solo por Carl Wilson.
La canción de título del álbum es "Surfin' USA", llegó rápidamente al puesto número n.º 2. En 1965 en el Reino Unido, "Surfin' USA" alcanzaría el puesto n.º 17. La canción es muy similar instrumentalmente a "Sweet Little Sixteen" de Chuck Berry. Hubo una disputa entre Chuck Berry y The Beach Boys por derechos de autor, lo que llevó a que Berry a ganar parte del crédito por la composición de la canción, por ello en las subsiguientes compilaciones se acredita a Wilson/Berry. Pero además la canción también menciona diversas ciudades de los Estados Unidos, algo basado en la canción "Kissin' Time" de Bobby Rydell.
Además de la canción "Surfin' USA", el álbum también cuenta con temas destacables como "Shut Down" y la balada "Lonely Sea". Los cinco integrantes del grupo son los que tocan los instrumentos en este álbum, no se usaron músicos de sesión, así sus habilidades se vieron bien explotadas.

## Portada
La fotografía de la portada de Surfin' USA fue tomada por el artista, fotógrafo y surfista John Severson durante enero de 1960. En la foto aparece Leslie Williams surfeando una ola. La foto fue tomada para la portada de la revista Surfer. El negativo original se daño durante el proceso de separación en color y nunca apareció en la impresión de la revista, hasta que Capitol Records solicitó una fotografía conveniente para el nuevo álbum de The Beach Boys. Severson fijó la imagen dañada, y la vendió a Capitol.

## Recepción
En una revisión retrospectiva, Richie Unterberger escribió: "el álbum en su conjunto es lo mejor que harían, antes de finales de los años 60, como una banda [que grababa] tocando la mayoría de sus instrumentos, en lugar de un vehículo para las ideas de Brian Wilson. El LP fue un gran éxito, vital para lanzar la música surf como una locura nacional, y uno de los pocos discos grabados por una banda de rock estadounidense verdaderamente buenos, antes de la invasión británica". El autor Luis Sánchez resumió el impacto del álbum en la cultura y la imagen que estableció para los Beach Boys:

Si bien Surfin' USA no transformó literalmente a Estados Unidos en una playa sin fin, agregó una dimensión vívida a los mitos de California y lo llevó más lejos de lo que nadie hubiera pensado.

## Lista de canciones
Todas las canciones escritas y compuestas por Brian Wilson y Mike Love, excepto donde está indicado. 
| Lado A |                                              |                     |          |  |
| N.º    | Título                                       | Vocalista principal | Duración |  |
| 1.     | «Surfin' USA» (Brian Wilson y Chuck Berry)   | Mike Love           | 2:27     |  |
| 2.     | «Farmer's Daughter»                          | Brian Wilson        | 2:15     |  |
| 3.     | «Misirlou» (Roubanis, Wise, Leeds y Russell) | Instrumental        | 2:03     |  |
| 4.     | «Stoked» (Brian Wilson)                      | Instrumental        | 1:59     |  |
| 5.     | «Lonely Sea» (Brian Wilson y Gary Usher)     | Brian Wilson        | 2:21     |  |
| 6.     | «Shut Down» (Brian Wilson y Roger Christian) | Mike Love           | 1:49     |  |

| Lado B |                                                        |                     |          |  |
| N.º    | Título                                                 | Vocalista principal | Duración |  |
| 1.     | «Noble Surfer»                                         | Mike Love           | 1:51     |  |
| 2.     | «Honky Tonk» (Doggett, Scott, Butler, Sheper y Glover) | Instrumental        | 2:01     |  |
| 3.     | «Lana» (Brian Wilson)                                  | Brian Wilson        | 1:39     |  |
| 4.     | «Surf Jam» (Carl Wilson)                               | Instrumental        | 2:10     |  |
| 5.     | «Let's Go Trippin'» (Dick Dale)                        | Instrumental        | 1:57     |  |
| 6.     | «Finders Keepers»                                      | Mike Love           | 1:38     |  |

## Miembros
- Brian Wilson - Voz, bajo, piano
- Mike Love - Voz, saxo
- Dennis Wilson - Batería, voz
- Carl Wilson - Guitarra solista, voz
- David Marks - Guitarra